# قضاء العمادية
قضاء العمادية (بالكردية: قەزای ئامێدی)‏ هي قضاء في شمال وسط محافظة دهوك في إقليم كردستان شمال العراق. المركز الإداري هو مدينة العمادية.

## النواحي
يضم قضاء العمادية أربع نواحي:
- العمادية
- بامرني
- برواري
- كاني ماسي
- سرسنك

## السكان
30% من سكانها الآشورية و 70% من سكانها من الأكراد اعتبارا من عام 2012.

## معرض الصور

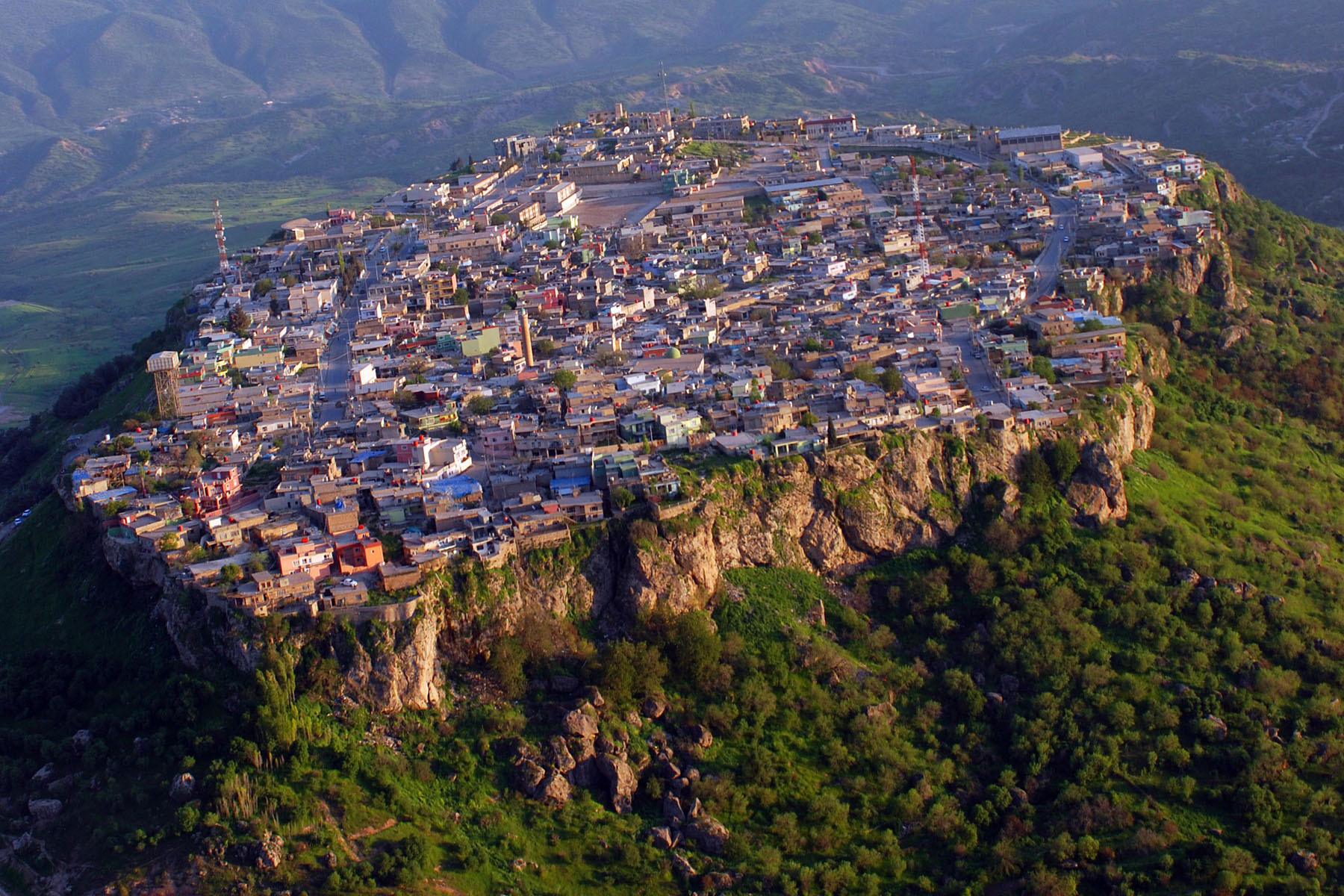
المدينة عاصمة منطقة العمادية.
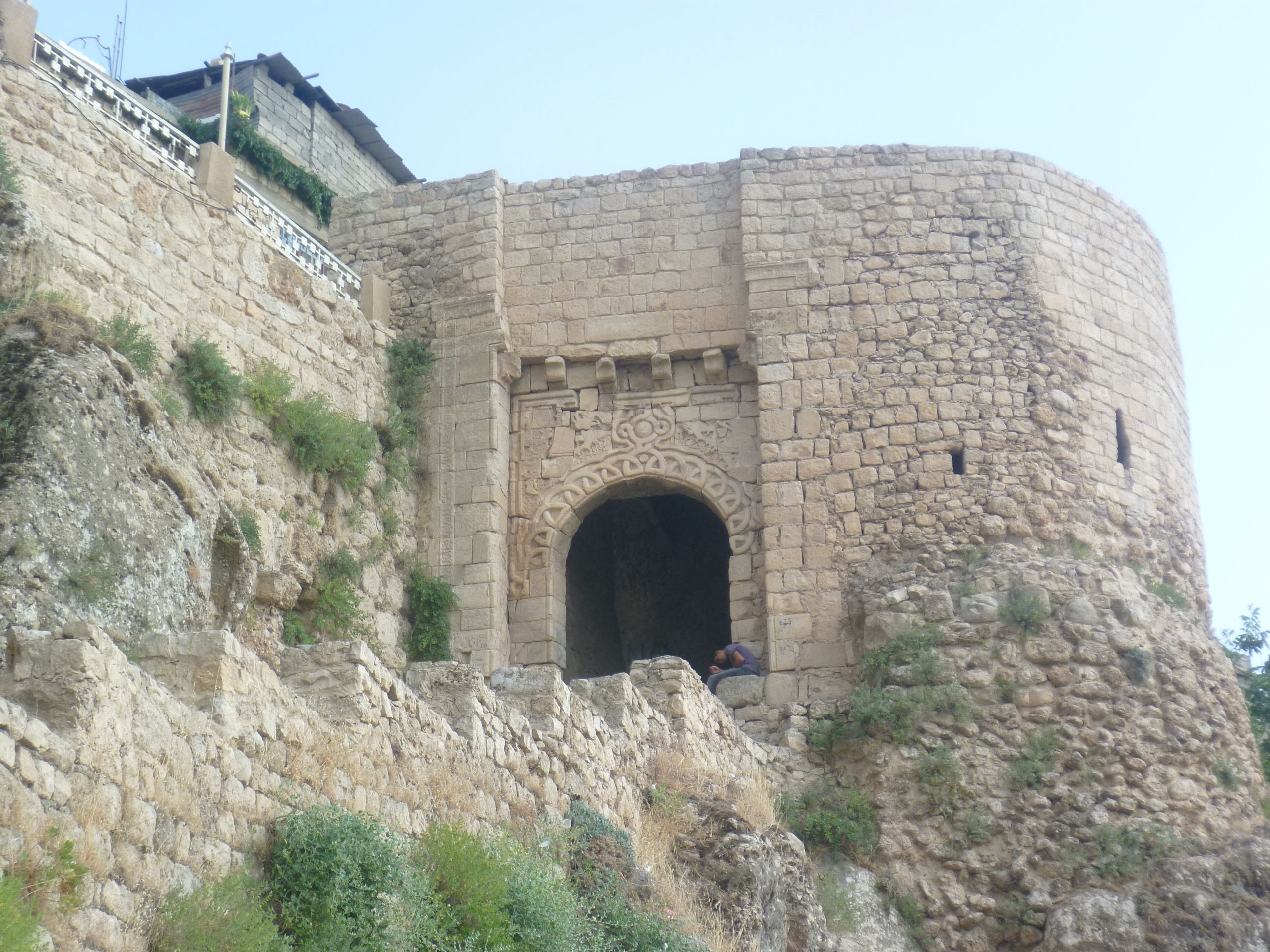
قلعة آل العمادية.